# 女と味噌汁
『女と味噌汁』（おんなとみそしる）は、1965年に平岩弓枝が『別冊小説新潮』に書き下ろした同名小説の映像化作品。
1965年からTBS系列の東芝日曜劇場枠でシリーズ化された人気テレビドラマとなり、1980年までに年2〜3本ベースで制作・放映され、全38話の映像が現存している。
1968年には映画としても製作されているが、主役の池内淳子と山岡久乃と長山藍子の3人は共通して同一のキャスティングで出演している。

## テレビドラマ

### 作品概要
新宿弁天下界隈で名を馳せる芸者のてまり（池内淳子）は、死去した母の借金を背負ったまま芸者になったが、いつしか自分の小料理屋を持つことを夢見ている。その夢を叶えるべく、妹分の小桃（長山藍子）と共に座敷を上がった後、毎晩のように弁天池脇にライトバン（初代マツダ・ボンゴ）で祖母から教わった味噌汁とおにぎりの店を出す日々を過ごしていた。そんなてまりと芸者仲間を取り巻く男達と花柳界を巡る人間模様を描く、基本的に一話完結型のラブロマンスドラマ。花柳界に身を投じた女の人生観から捉える結婚・出産・死別といった局面の描き方は、1965年から1980年まで足かけ15年もの長きに亘って一定の安定した視聴率を記録し、池内が『20%女優』との異名を得るきっかけを作った。
なお、東芝日曜劇場の単発ドラマとしての最後の作品『おんなの家』最終回にてまりと小桃が出演している。東芝日曜劇場最多出演女優である池内淳子だが、同作もまた同枠のシリーズ最多放映作品（全38回）である。

### 出演

#### はなのやで働く人々
- 室戸千佳子（てまり）：池内淳子（全シリーズに出演）
- 小桃：長山藍子（全シリーズに出演）
- 村井すが（はなのやのおかみ）：山岡久乃（全シリーズに出演）
- 小せん：佳島由季 （全シリーズに出演）
- 染丸：桂由季子（その1～9・11・13に出演）
- ぴん子（その12では小豆）：結城美栄子 - （その8・12・17～21・23・24・26～38に出演）
- 金とき：一の宮あつ子 - （その12～38に出演）

#### はなのやを取り巻く人々
- 咲村智一郎（千佳子の腹違いの弟）：大丸二郎 - （その4・7～11・22・26・28・29に出演）
- 春駒：大鹿次代

#### 料亭とライトバンの常連客など
- 佐山／大川：久松保夫
- 小林：奥村公延
- 伊藤：児玉謙次
- 田中：光枝明彦
- 井上：小池栄
- 近江俊輔
- 森本健介
- 丸山詠二
- 村上幹夫
- 入江正徳
- 料亭の仲居：輝山恵子、深谷みさお

### スタッフ
- 作：平岩弓枝
- 演出：橋本信也（第1作～第24作）→山本和夫（第25作～第38作）
- 音楽：平井哲三郎
- 舞踊指導：藤間勘紫乃 ／ 花柳梅静
- 小唄：三枡延八重 ／ 三枡延はま
- 制作協力：テレパック・東通
- 衣装制作：銀座きしや
- プロデューサー：石井ふく子
- 製作著作：TBS

### 放送日程と主なゲスト
「女と味噌汁 その○○」（○○には話数が入る）のタイトルで放送（1作、2作を除く）
またシリーズの常としてサブタイトルはない。
| 話数 | 放送日                     | 演出     | ゲスト                                                   | 備考 |
| ---- | -------------------------- | -------- | -------------------------------------------------------- | --- |
| 1    | 1965年6月20日（第446回）   | 橋本信也 | 佐藤英夫、長谷川裕見子、加藤和恵                         | 白黒放送、「女と味噌汁」のタイトルで放送                                                                    |
| 2    | 1965年9月12日（第458回）   | 橋本信也 | 川崎敬三、萬代峯子、松本典子、金田龍之介                 | 白黒放送、「続 女と味噌汁」のタイトルで放送                                                                 |
| 3    | 1966年1月9日（第475回）    | 橋本信也 | 河内桃子、木村功                                         | 白黒放送 |
| 4    | 1966年4月24日（第490回）   | 橋本信也 | 原保美、南美江                                           | 白黒放送 |
| 5    | 1966年8月7日（第505回）    | 橋本信也 | 児玉清、加藤嘉、塩沢とき、小林勝彦                       | 白黒放送 |
| 6    | 1967年1月15日（第528回）   | 橋本信也 | 京塚昌子、山本學、三崎千恵子                             | 東芝日曜劇場10周年記念カラー放送（番組初）。TBSのドラマ番組では初のスタジオカラーカメラ&カラーVTR使用作品。 |
| 7    | 1967年4月9日（第540回）    | 橋本信也 | 伊志井寛、成田光子、磯野洋子                             | 白黒放送 |
| 8    | 1967年7月23日（第554回）   | 橋本信也 | 大出俊                                                   | 白黒放送 |
| 9    | 1968年1月14日（第579回）   | 橋本信也 | 藤田まこと、林隆三                                       | カラー放送                                                                                                  |
| 10   | 1968年4月28日（第594回）   | 橋本信也 | 尾上松緑、東郷晴子                                       | 白黒放送 |
| 11   | 1968年8月18日（第610回）   | 橋本信也 | 川口恒、英太郎（初代）、茅島成美                         | 白黒放送、北海道でのロケ収録有り                                                                            |
| 12   | 1969年1月5日（第630回）    | 橋本信也 | 加東大介、田中春男、円谷文彦                             | 本作以後すべてカラー放送                                                                                    |
| 13   | 1969年4月20日（第645回）   | 橋本信也 | 平幹二朗、萬代峯子、青山哲也                             | |
| 14   | 1969年9月7日（第665回）    | 橋本信也 | 藤岡琢也、市川春代、丹羽研二                             | |
| 15   | 1970年1月11日（第683回）   | 橋本信也 | 緒形拳、中原ひとみ、永井秀明                             | |
| 16   | 1970年5月10日（第700回）   | 橋本信也 | 山村聡、大空眞弓、山本陽子、津嘉山正種                   | 東芝日曜劇場700回記念番組、上野でのロケ収録有り                                                             |
| 17   | 1970年10月4日（第721回）   | 橋本信也 | 菅野忠彦、夏桂子                                         | |
| 18   | 1971年1月3日（第734回）    | 橋本信也 | 水前寺清子、松村達雄、瑳川哲朗                           | |
| 19   | 1971年4月18日（第749回）   | 橋本信也 | 瑳川哲朗、小坂一也                                       | |
| 20   | 1971年7月25日（第763回）   | 橋本信也 | 長谷川哲夫、寺田路恵、下元勉、石山葎雄                   | |
| 21   | 1971年10月3日（第773回）   | 橋本信也 | 佐良直美、長谷川哲夫                                     | |
| 22   | 1972年1月9日（第787回）    | 橋本信也 | 小鹿みき                                                 | |
| 23   | 1972年6月11日（第809回）   | 橋本信也 | 二谷英明、雪代敬子                                       | |
| 24   | 1972年11月19日（第832回）  | 橋本信也 | 堺正章                                                   | |
| 25   | 1973年2月4日（第843回）    | 山本和夫 | 井上順、坂上忍、弓恵子                                   | |
| 26   | 1973年7月8日（第865回）    | 山本和夫 | 井上順、中原ひとみ、坂上忍、上村香子                     | |
| 27   | 1973年11月11日（第883回）  | 山本和夫 | 山口崇、井上順、中原ひとみ、坂上忍                       | |
| 28   | 1974年05月12日（第909回）  | 山本和夫 | 勝呂誉、沢田雅美                                         | |
| 29   | 1974年10月06日（第930回）  | 山本和夫 | 藤間紫、山本學、丘さとみ                                 | サンフランシスコでのロケ収録有り、二週連続放送                                                              |
| 30   | 1974年10月13日（第931回）  | 山本和夫 | 藤間紫、山本學、丘さとみ                                 | サンフランシスコでのロケ収録有り、二週連続放送                                                              |
| 31   | 1975年4月6日（第956回）    | 山本和夫 | 宇津井健、杉浦直樹、井上順、坂上忍、中原ひとみ、下川辰平 | TBSテレビ開局20周年記念番組（準キー局ネットチェンジ後初の放送）                                             |
| 32   | 1975年10月5日（第982回）   | 山本和夫 | 小野寺昭、鷲尾真知子、河村弘二                           | |
| 33   | 1976年4月4日（第1008回）   | 山本和夫 | 篠田三郎、仲谷昇                                         | |
| 34   | 1976年10月10日（第1035回） | 山本和夫 | 菅原謙次、前田吟、遠藤周作                               | |
| 35   | 1977年10月30日（第1090回） | 山本和夫 | 林与一、岡本信人                                         | |
| 36   | 1978年5月7日（第1117回）   | 山本和夫 | 尾藤イサオ、千秋実                                       | |
| 37   | 1979年1月7日（第1152回）   | 山本和夫 | 尾藤イサオ、千秋実                                       | |
| 38   | 1980年1月6日（第1204回）   | 山本和夫 | 竹脇無我、千秋実                                         | |

## 映画
1968年2月14日公開。監督：五所平之助。カラー・シネマスコープ作品。製作：東京映画 、配給：東宝。
封切りは「駅前シリーズ」の22本目『喜劇 駅前開運』（監督：豊田四郎、主演：森繁久弥）との併映だった。
基本的にはテレビドラマの設定を踏襲し、いくつかのエピソードのゲストをキャスティング変更してワンストーリーに仕上げている。

### あらすじ
器量と気っ風の良さで知られる芸者のてまりは、いつしか自分の店を持つことを夢見て、妹分の小桃と座敷を上がった後にライトバンで味噌汁とおにぎりの店を営んでいた。
健気に生きている2人にも、やはり花柳界に生きる女の定めのように様々な男たちと行き交いすれ違う。
上司とのいざこざに悩み酔いつぶれた挙句てまりの家へ転がり込むサラリーマンの桐谷、久々の再会を果たした同級生の2人のうち、地味な下駄屋を継いで恵まれていないように見えた小川と親の会社で役員となり豪遊村田、そしててまりを娶ろうと心に誓う、眼科医の太田など、てまりにはなかなか心の休まる日が訪れない。
そんな中、咲村と名乗る男が北海道からてまりの弟と名乗って訪れ、小桃は一目惚れしてしまう。

### 出演
- 室戸千佳子（てまり）：池内淳子
- 桐谷広二：川崎敬三
- 小川正二：田中邦衛
- 村田勉：佐藤慶
- 太田清雄：北村和夫
- 咲村智一郎：田村正和
- 小せん：石井富子
- 小桃：長山藍子
- 染丸：桜京美
- きく子：北あけみ
- 村井すが：山岡久乃
- 犬山一代：市原悦子
- 桐谷錦子：木村俊恵
- 前川京子：京塚昌子
- 赤垣代議士：松本染升
- 老婦人：浦辺粂子
- 老先生：中村是好
- 小川正二の妻：草村礼子
- 小川正之助：東野英治郎

### スタッフ
- 監督：五所平之助
- 製作 :佐藤一郎 / 椎野英之
- 脚色：井出俊郎
- 撮影：村井博
- 美術：小野友滋
- 照明：今泉千仭
- 録音：原島俊男
- 音楽：斎藤一郎
- 原作：平岩弓枝

## 舞台
テレビドラマ放映中の1969年から1975年にかけて断続的に舞台作品化されており、てまり、すが、小桃の三人は同一のキャスティングで出演している。
- 明治座 1969年9月　秋の新派祭
- 明治座 1973年2月　春の演劇祭
- 明治座 1974年2月　春の演劇祭
- 名鉄ホール 1974年3月　早春特別公演
- 名鉄ホール 1975年11月　十一月特別公演

## 備考
- 2010年9月26日に死去した池内の追悼作品として、2010年10月4日 15:55からTBSテレビで『女と味噌汁 その38』が放送された。
- TV版・映画版ともにビデオ・DVDなどとして商品化されていない。
- 2015年12月16日から2016年2月5日まで、BS12 トゥエルビにて全38話の再放送が行われた。
- テレビドラマ版のテーマソングは毎回録り直されたものであり、テンポやアレンジ、長さが異なっている。また、弁天池のセットはその9以後ほぼ毎回登場し、シリーズ途中からその傍でライトバンを出店している。
- 1977年発行の東芝社史である「東芝百年史」には、東芝日曜劇場の撮影風景として当番組の撮影風景画像が掲載されている。